# Tel Dan

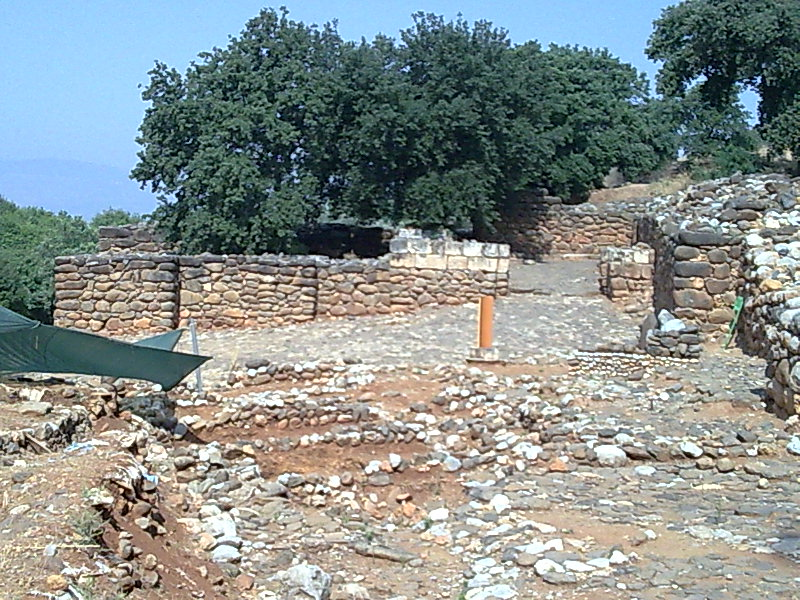
Pozostałości bramy z czasów izraelskich

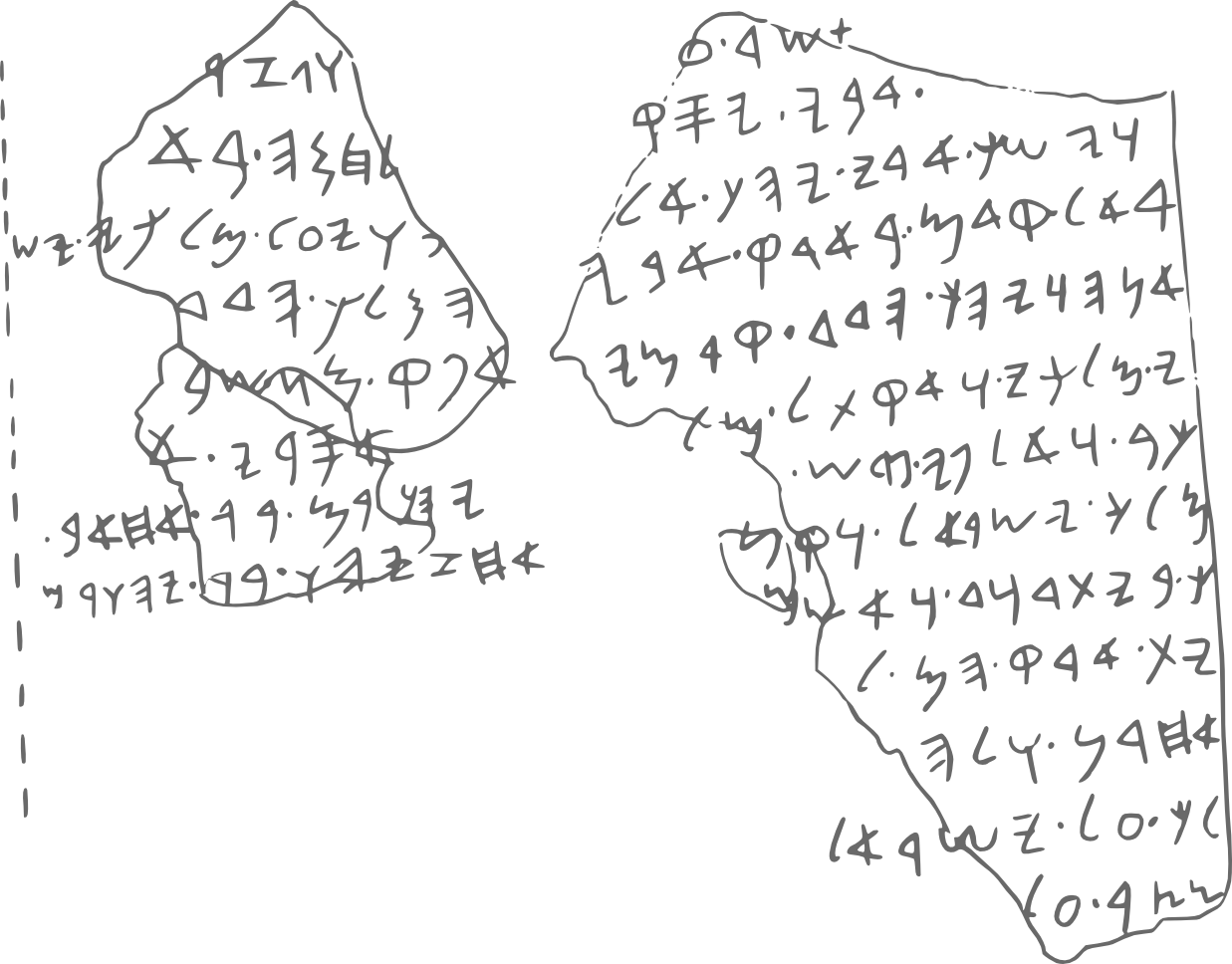
paleohebrajska inskrypcja na steli z Tel Dan

Tel Dan – stanowisko archeologiczne w północnym Izraelu, w tzw. Palcu Galilei, u podnóża Wzgórz Golan, położone na północ od kibucu Dan, tell (tall) identyfikowany z biblijnym miastem Dan; w 1993 na stanowisku odkryto stelę z Tel Dan.
W czasach kananejskich miasto nosiło nazwę Laisz i pod tą nazwą jest wymieniane w źródłach egipskich i mezopotamskich. Miasto było otoczone murami obronnymi. Według Księgi Sędziów miasto miało być zamieszkane przez beztroską ludność, żyjącą dostatnio, nieskonfliktowaną z sąsiadami. Izraelici z plemienia Dana wykorzystali oddalenie miasta od potencjalnych sojuszników i zdobyli je, nadając mu nazwę Dan (Sdz 18). Dan zyskało znaczenie po śmierci króla Salomona i podziale Izraela na dwa królestwa. Było to wtedy miasto dobrze rozplanowane, gęsto zaludnione, z brukowanymi ulicami. Według Biblii z inicjatywy króla Jeroboama, który chciał uniezależnić swoje królestwo od oficjalnego kultu sprawowanego w Jerozolimie, powstała tu świątynia, gdzie oddawano bałwochwalczy kult złotemu cielcowi (1 Krl 12,26-30). W Dan sanktuarium zostało wzniesione na ruinach wcześniejszej świątyni. Składało się z wyżyny kultowej, ołtarza otoczonego murem i pomieszczenia towarzyszącego. W 885 p.n.e. miasto zostało zdobyte przez króla Aramu-Damaszku Ben-Hadada I, w ciągu następnych trzydziestu lat miasto zmieniło przynależność państwową jeszcze trzykrotnie. Inwazja króla Asyrii Tiglat-Pilesera III z 732 p.n.e. położyła kres istnieniu sanktuarium i wstrzymała życie w Dan. Jest prawdopodobne, że mieszkańcy Dan zostali wysiedleni wraz z innymi mieszkańcami północnego królestwa. Miasto odbudowano w czasach hellenistycznych, w IV w. p.n.e., ale nie odzyskało dawnego znaczenia.
W mieście odnaleziono ślady bram z epoki brązu i czasów izraelskich. W 1993 roku odnaleziono tu bazaltową stelę z Tel Dan z aramejską inskrypcją wspominającą „Dom Dawida”. Fundatorem steli był zapewne wasal króla Aramu-Damaszku, najprawdopodobniej Chazaela, zarządzający Dan, które było wówczas w rękach Aramejczyków. Był to pierwszy pozabiblijny dowód istnienia króla Dawida.
Dan był najbardziej wysuniętym na północ miastem starożytnego Izraela, stąd wyrażenie „od Dan do Beer Szeby” oznaczało „w całym kraju”.